# Kobylnice (ort i Tjeckien, Mellersta Böhmen)
Kobylnice är en ort i Tjeckien.   Den ligger i regionen Mellersta Böhmen, i den centrala delen av landet, 70 km öster om huvudstaden Prag. Kobylnice ligger 205 meter över havet och antalet invånare är 173.
Terrängen runt Kobylnice är platt. Runt Kobylnice är det ganska tätbefolkat, med 116 invånare per kvadratkilometer. Närmaste större samhälle är Kolín, 12,7 km väster om Kobylnice. Trakten runt Kobylnice består till största delen av jordbruksmark.